# Mariano Antonio de Echazú
Mariano Antonio de Echazú (Tarija, Virreinato del Perú, Imperio Español, 23 de enero de 1762 - Salta, Confederación Argentina, 1848) fue un político y comandante que tuvo una activa participación en la Guerra de Independencia Argentina y en el Cuestión de Tarija, entre la Argentina y Bolivia a lo largo de la década de 1820.

## Biografía
Era hijo de un importante funcionario del Virreinato del Perú. Se recibió de abogado en la Universidad de Charcas, y durante algún tiempo ejerció su profesión ante la Real Audiencia de Charcas. Regresó en 1789 a Tarija, donde trabajó como abogado y funcionario; fue asesor general del Cabildo de Tarija en 1798 y; en 1799 fungió como alcalde de segundo voto de San Bernardo de Tarija.
En 1807, la villa de Tarija y su jurisdicción, que incluía una parte de la región chaqueña, pasó a integrase de la Intendencia de Salta del Tucumán, pero su integración solo fue en el ámbito o en la práctica religiosa ya que el territorio fungía como territorio de jurisdicción independiente debido al cabildo de 25 de julio. Meses antes de que estallase la Revolución de Mayo, Echazú había sido nombrado alcalde de primer voto de la villa Tarija y apoyó la revolución.
El sábado 23 de junio Diego José de Pueyrredón llega a Tarija y presenta los pliegos al alcalde cabildante Mariano de Echazú, al ver la trágica situación de apoyar o no apoyar a Buenos Aires, se llegó a un acuerdo con las demás autoridades del cabildo y el lunes 25 de junio de 1810 el Cabildo Capitular de Tarija, dirigida por Echazú, decidió apoyar a la Revolución de Mayo de Buenos Aires, esto dio al inicio de la independencia de Tarija contra los realistas, entre otra difícil situación de la elección de diputados representantes, Echazú convocó a un cabildo abierto el jueves 18 de agosto, donde la gente y las autoridades eligieron al destacado joven abogado José Julián Pérez de Echalar como diputado representante por Tarija en la Junta Grande, en el mismo día Echazú ratificó nuevamente el apoyo a Buenos Aires que se dio el 25 de junio.
A fines de ese año prestó ayuda al Ejército del Norte aportando con 600 hombres de la Caballería Tarijeña que fueron comandados por el coronel tarijeño José Antonio de Larrea y por el caudillo salteño Martín Miguel de Güemes para las decisivas batallas Cotagaita y Suipacha.

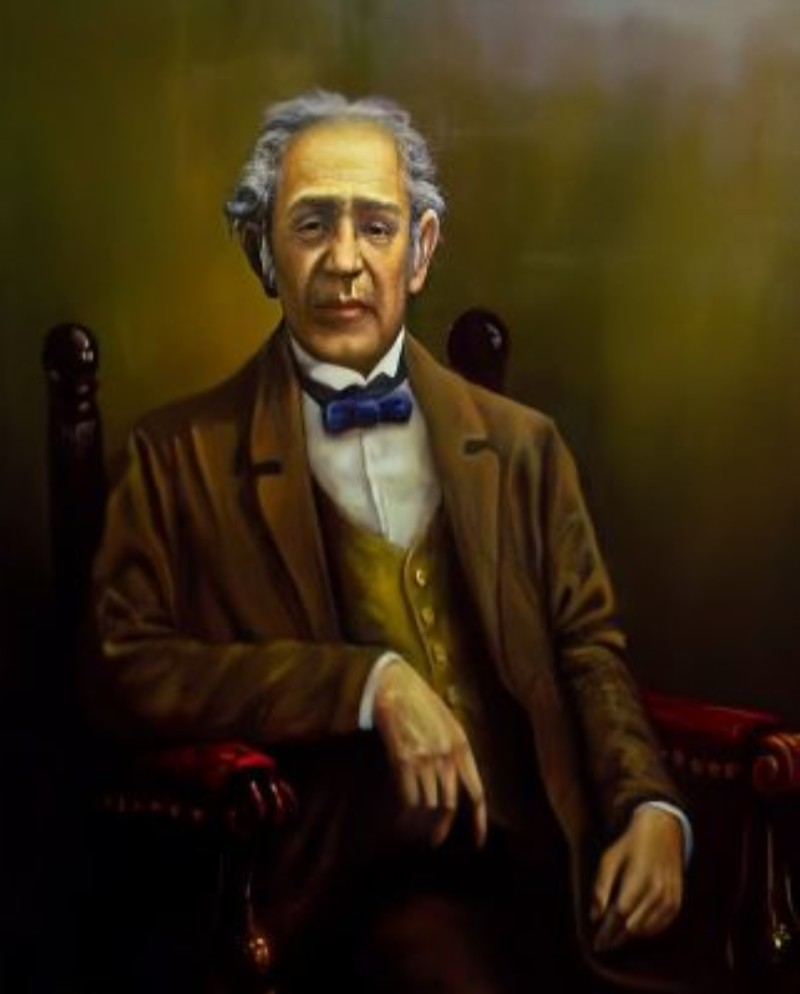
Mariano Antonio de Echazú, independentista tarijeño

Después de la derrota de Huaqui intentó organizar la defensa de su ciudad contra la esperada reacción realista con el apoyo del capitán Gaucho Martín de Güemes. Pero el nuevo jefe del Ejército del Norte, Juan Martín de Pueyrredón, decidió intentar la defensa más al sur, en la Quebrada de Humahuaca, dejando a Tarija del lado realista.
Echazú colaboró en la campaña del Ejército del Norte a órdenes del general Manuel Belgrano. Tras la derrota de Batalla de Ayohuma se radicó en la ciudad de Salta, aunque por un tiempo residió en Buenos Aires. En la Provincia de Salta formó entre los opositores al gobernador Güemes y tomó parte en la revolución que lo derrocó por corto tiempo en 1821.
A principios de 1825, con el avance de los vencedores de la Batalla de Ayacucho sobre el Alto Perú, viajó a Chuquisaca, a entrevistarse con el mariscal Sucre. Regresó a Tarija, donde fue elegido diputado de la legislatura provincial de Salta, por el territorio de Tarija y Padcaya.
En el comienzo de la Cuestión de Tarija, en que se discutía si esa ciudad y su jurisdicción debían depender de Salta o de Potosí, tomó activamente partido por la tesis argentina. Pero el apoyo de Sucre a la postura contraria – incluido el envío de tropas invasoras – y la negativa de Salta en 1826 a la pretensión de reconocer a Tarija como provincia argentina separada de Salta, como pretendían los tarijeños, dio como resultado a una invasión y anexión ilegal del territorio de Tarija a Bolivia ocurrida el agosto de 1826, como presunto departamento, separado de Potosí.
Echazú volvió a Salta, donde fue asesor del gobernador José Ignacio Gorriti, y más tarde del teniente de gobernador de Jujuy, Pablo Alemán. Por su amistad con éste, fue perseguido por el gobernador Pablo Latorre. Por ello regresó a Tarija en 1834.
Se dedicó a la abogacía particular en su ciudad natal, y años más tarde se mantuvo en contacto con los emigrados unitarios argentinos, a los que dio apoyo económico para sus intentos de invadir el norte argentino.
Murió en Salta, durante la Confederación Argentina, en 1848.